# FLTK
Fast, Light Toolkit — кросс-платформенная библиотека инструментов с открытым исходным кодом (лицензия LGPL) для построения графического интерфейса пользователя (GUI). FLTK произносится как «фултик».
Изначально разрабатывалась Биллом Спицтаком (Bill Spiztak). FLTK создавалась для поддержки 3D графики и поэтому имеет встроенный интерфейс к OpenGL, но хорошо подходит и для программирования обычных интерфейсов пользователя.
Библиотека использует свои собственные независимые системы виджетов, графики и событий, что позволяет писать программы одинаково выглядящие и работающие на разных операционных системах. В отличие от других подобных библиотек (Qt, GTK, wxWidgets) FLTK ограничивается только графической функциональностью. Поэтому она имеет малый размер и обычно компонуется статически (это исключение из лицензии GNU Lesser General Public License, разрешенное разработчиками). FLTK не использует сложных макросов, препроцессоров и продвинутых возможностей языка C++ (шаблоны, исключения, пространства имен). Вкупе с малым размером кода, это облегчает использование библиотеки не очень искушенными пользователями.
Однако эти достоинства порождают недостатки библиотеки, такие как меньшее число виджетов, несколько упрощенная графика и невозможность сборки приложения, выглядящего естественно под конкретной операционной системой.

## Название
Изначально назывался FL (Forms Library). При переходе в open source выяснилось, что поиск по названию FL практически невозможен — аббревиатура FL также означает штат Флорида. Поэтому пакет был переименован в FLTK (FL Toolkit), позднее ему был придуман бэкроним Fast, Light Toolkit.

## История
FLTK начал разрабатываться как замена библиотеке XForms, а позднее был портирован на Mac OS и Windows. FLTK появился раньше, чем другие популярные библиотеки для создания GUI, но был практически неизвестен до 1998 года.

## Особенности
FLTK представляет собой библиотеку виджетов и работает на ОС UNIX/Linux X11, Microsoft Windows и MacOS X. Малый объём библиотеки делает её подходящей для использования во встраиваемых системах.
Для встраиваемых систем на основе embedded Linux возможны следующие варианты:
FLTK + nxlib + nano-X (довольно стабильно работает, но есть проблемы с кириллицей)
FLNX — порт FLTK 1.0.7 на nano-X (работает только с версией 0.92)
DirectFB FLTK — порт FLTK на DirectFB + собственно сам DirectFB (данная сборка нестабильная, шрифты необходимо инсталлировать как для X11 и указать путь в конфиге)

## Пример
Следующий пример для FLTK 1.x создаёт окно с кнопкой «Нажми», и по нажатию заменяет её текст:
```
#include
 
<FL/Fl.H>

#include
 
<FL/Fl_Window.H>

#include
 
<FL/Fl_Button.H>

 

void

button_callback
(
Fl_Widget
*
 
o
,
 
void
*
)

{

	
Fl_Button
*
 
button
 
=
 
(
Fl_Button
*
)
 
o
;

	
button
->
label
(
"Уиииии!"
);

	
button
->
redraw
();

}

 

int

main
()

{

	
/**

	 * Инициализировать окно шириной 300px,

	 * высотой 200px и названием "Тест".

	 */

	
Fl_Window
 
window
(
300
,
 
200
,
 
"Тест."
);

	
/**

	 * В блоке между методами begin() и end() объявляем кнопку,

	 * левый верхний край которой расположен в (10; 150),

	 * шириною 100px и высотою 30px.

	 */

	
window
.
begin
();

		
Fl_Button
 
button
(
10
,
 
150
,
 
100
,
 
30
,
 
"Нажми"
);

	
window
.
end
();

	
/* Привязать callback-функцию к кнопке. */

	
button
.
callback
(
button_callback
);

	
/* Показать окно. */

	
window
.
show
();

	
return
 
Fl
::
run
();

}

```

Сборка осуществляется вводом следующей команды в терминале:
```
g++
 
test.cpp
 
-o
 
test
 
-lfltk

```

## Использование
- EDE
- FLWM
- PYWM
- Dillo
- GNU Octave